# Salvebo naturreservat
Salvebo naturreservat är ett naturreservat i Kungsbacka kommun i Hallands län.
Området är naturskyddat sedan 2018 och är 14 hektar stort. Reservatet ligger söder om sjön Stora Hålevatten och omfattar kuperad terräng med en bäck och består av ekskog i rasbranter samt ek och tallskog uppe på platåerna och ek och hassel runt bäcken.